# Julia Cook
Julia Cook (28 de agosto de 2000) es una deportista de Estados Unidos que compite en natación. Ganó dos medallas de plata en el Campeonato Mundial Junior de Natación de 2017, en las pruebas de 4 × 100 m libre y 4 × 100 m estilos mixto.